# Hüstermühle
Die Hüstermühle in der Stadt Viersen war eine Wassermühle mit einem unterschlächtigen Wasserrad.

## Mühlen in Viersen
In der Gemeinde Viersen gab es in den früheren Jahrhunderten insgesamt 18 Mühlen. Davon waren vier Rossölmühlen als Hammermühle. Diese wurden durch Pferdekraft betrieben. Weiter gab es zwei Windmühlen, die Hoser- und die Hüsterfeldwindmühle, die beide in Privatbesitz waren.
Anders dagegen war es mit den Wassermühlen. Das Stift St. Gereon in Köln besaß die Grundherrschaft von Viersen und damit das Wasserrecht über die Bäche in Viersen. Die Errichtung von Wassermühlen bedurfte seiner Zustimmung. Das Stift vergab Mühlenrechte als erbliches Lehen und bezog davon eine jährliche Lehnsrente. Diese musste an die Pfarrstelle St. Remigius geliefert werden. Aus diesen Unterlagen geht hervor, dass es schon 1246 in Viersen zwölf Wassermühlen gegeben hat. Alle Mühlen, mit Ausnahme der Klostermühle, zahlten jährlich einen Sümmer (etwa ein Zentner) Malz als Lehnszins. Es gab in der Herrlichkeit Viersen keinen Mühlenzwang. Alle Bauern konnten mahlen lassen, wo sie wollten.
Diese zwölf Mühlen lagen am:
- „Dorfer Bach“: Kaisermühle, Kimmelmühle, Goetersmühle, Biestenmühle und Schricksmühle
- „Hammer Bach“: Plinzenmühle, Schnockesmühle, Sgoedenmühle, Bongartzmühle, Hüstermühle und Hammer Mühle
- „Rintger Bach“: Klostermühle

## Geographie
Die Hüstermühle hatte ihren Standort am Hammer Bach an der Ecke Bachstraße, Hammer Kirchweg, im Ortsteil Viersen-Hamm in der Stadt Viersen, im Kreis Viersen. Der Mühle vorgelagert war ein Weiher. Der Wasserspiegel vom Hammer Bach lag in diesem Bereich bei 41 m über NN. Unterhalb der Hüstermühle lag die Hammer Mühle, oberhalb liegt die Bongartzmühle.
Der Hammer Bach versorgte über Jahrhunderte sechs Mühlen mit Wasser. Die Pflege und Unterhaltung des Gewässers obliegt dem Wasser- und Bodenverband der Mittleren Niers, der in Grefrath seinen Sitz hat.

## Geschichte
Die Hüstermühle, auch manchmal „Hostermühle“ genannt, gehörte zum Privatbesitz des St. Gereon-Stifts. Die Kornmühle mit einem Mahlgang wurde von einem unterschlächtigen Wasserrad angetrieben. Im Jahre 1809 betrug die tägliche Mahlfähigkeit der Mühle acht Malter Getreide (Ein Malter = drei Zentner). Bis zum Ersten Weltkrieg war sie in Betrieb. Anschließend waren auf dem Anwesen eine Lumpenreißerei und zeitweilig auch eine Feilenschleiferei untergebracht. Im Jahre 1970 wurde die Mühle niedergelegt.

## Galerie

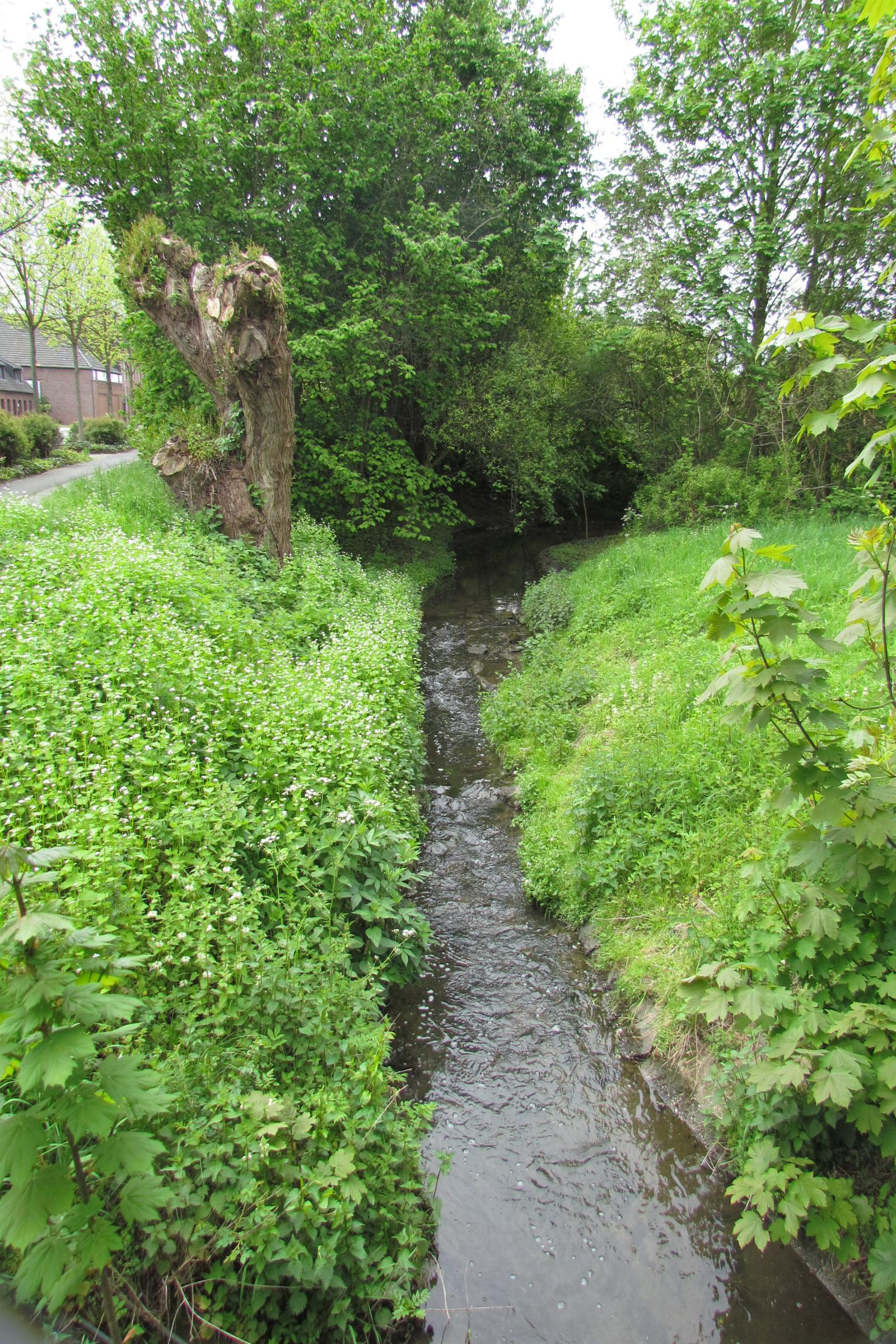
Hammer Bach an der Bachstraße
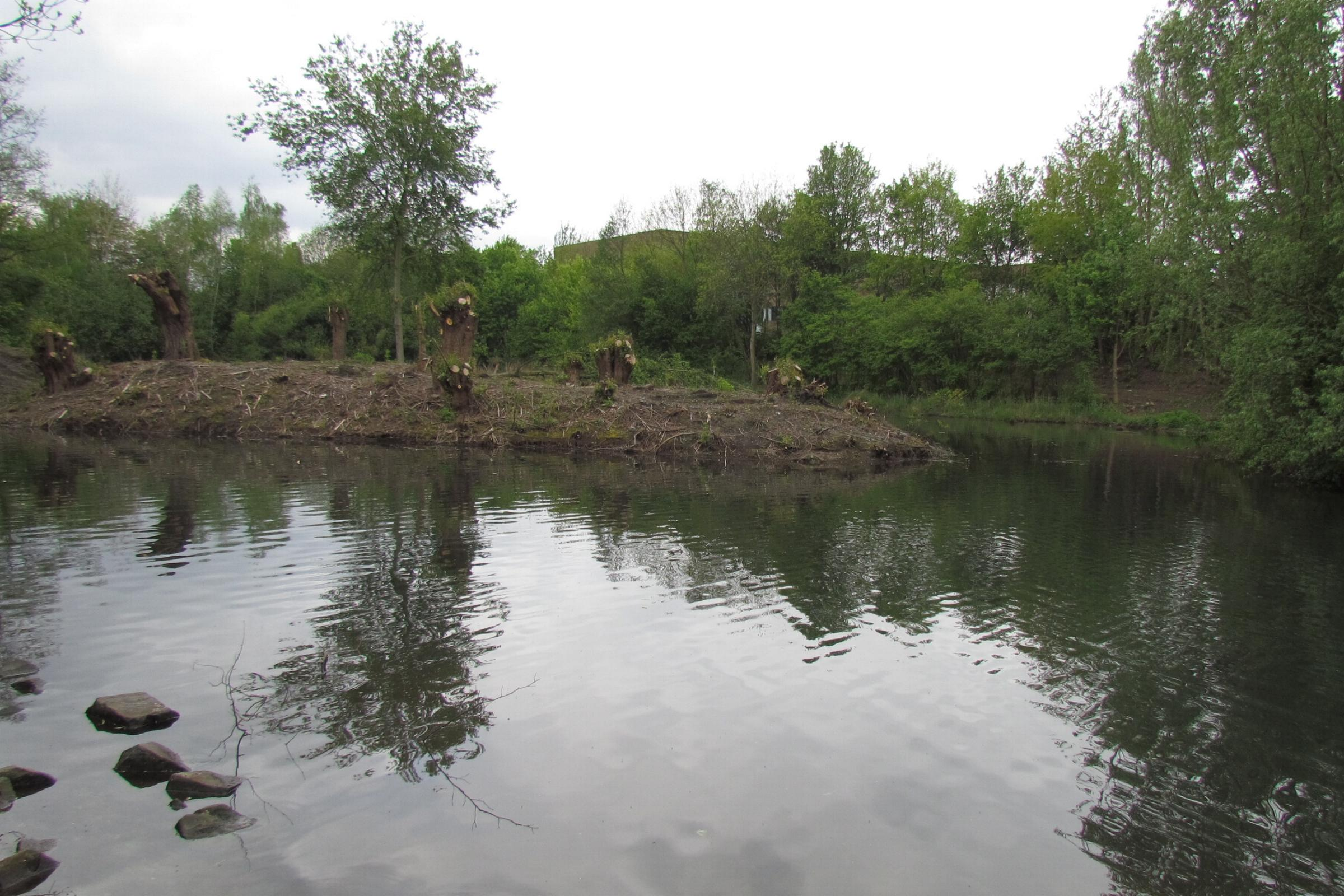
Mühlenteich, heute Rückhaltebecken
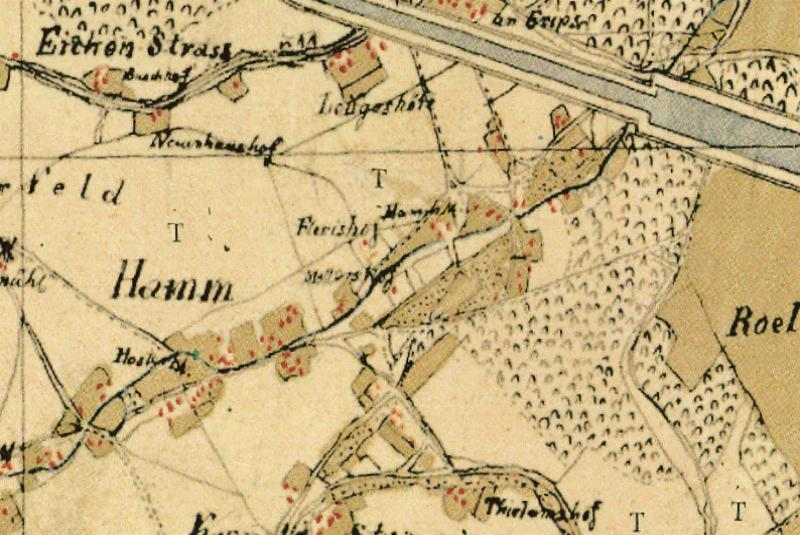
Tranchotkarte von 1806